# Świdnicki gang bokserów
Świdnicki gang bokserów – największa zorganizowana grupa przestępcza na Dolnym Śląsku i jedna z większych w Polsce. Powstała w Świdnicy, a działalność gangu była rozszerzona poza granice Polski. Nazwa pochodzi od założycieli grupy, mieszkańców Świdnicy Piotra T. i Stanisława S. – byłych mistrzów Polski w boksie.

## Historia
W 1998 roku powstał świdnicki gang bokserów założony przez Stanisława S., ps. „Kaptur” oraz Piotra T., znanych bokserów świdnickiego klubu Polonia Świdnica. Gang początkowo zajmował się wpływami w agencji towarzyskiej w Świdnicy. W tej agencji dochodziło do spotkań grup przestępczych z Polski i Dolnego Śląska oraz wymieniano informacje o działaniach organów ścigania. Informacje były pozyskiwane od funkcjonariuszy Komendy Policji w Świdnicy, początkowo podlegającej Komendzie Wojewódzkiej Policji w Wałbrzychu, a później Wojewódzkiej Komedzie Policji we Wrocławiu.
W późniejszym okresie gang świdnicki był głównym dostawcą środków odurzających z Polski do Holandii. Dalsza działalność gangu świdnickiego była rozszerzona na prostytucję, lichwę oraz handel bronią, napady i rozboje.
W procesie gangu świdnickiego było oskarżonych ponad 100 osób, w tym 8 policjantów z Powiatowej Komendy Policji w Świdnicy, którzy współpracowali z gangiem. W 2003 roku gang wpadł podczas transakcji, będącej prowokacją austriackich służb specjalnych i amerykańskich służb specjalnych w Austrii, wszystko rozegrało się w jednym z hoteli w Wiedniu.
W 2009 roku szefowie gangu opuścili areszt i obecnie są na wolności. Spowodowane to było błędem jednego z adwokatów, który wysyłał na rozprawy nieuprawnionego do tego aplikanta.
W 2013 roku wrocławscy śledczy zlikwidowali działającą na terenie Świdnicy nielegalną fabrykę broni, w której mogło zginąć 11 osób. Nielegalną fabryką broni miały kierować osoby z gangu świdnickiego. Broń była produkowana w latach 1996–2002 przez drugi gang ze Świdnicy, który był powiązany z gangiem świdnickich bokserów. W tej sprawie zatrzymano 26 osób.
Szef gangu świdnickich bokserów został wypuszczony na wolność i otrzymał odszkodowanie w wysokości 13 tysięcy złotych w wyniku orzeczenia Trybunału Praw Człowieka w Strasburgu. Powodem takiego wyroku było zbyt długie tymczasowe aresztowanie oraz błąd adwokata, który na rozprawę wysłał do sądu aplikanta, który nie miał uprawnień do stawania przed sądem okręgowym.